# Dustin Clausen
Dustin Clausen is een Amerikaanse wiskundige.
Clausen studeerde aan de Harvard University en promoveerde in 2013 bij Jacob Lurie aan het Massachusetts Institute of Technology op het proefschrift Arithmetic Duality in Algebraic K-Theory. Daarna bracht hij vijf jaar door als postdoctoraal onderzoeker aan de Universiteit van Kopenhagen en twee jaar in Bonn, eerst als postdoctoraal onderzoeker aan de Universiteit van Bonn, daarna als hoofd van een onderzoeksgroep aan het Max Planck Instituut voor Wiskunde. Van 2020 tot 2023 was hij opnieuw als universitair hoofddocent aan de Universiteit van Kopenhagen. Sinds 2023 is hij hoogleraar aan het Institut des hautes études scientifiques.
Hij werkt aan de algebraïsche K-theorie en de relaties tussen getaltheorie en homotopietheorie. Met Peter Scholze ontwikkelde hij de gecondenseerde wiskunde, die bedoeld is om topologische algebraïsche structuren beter beheersbaar te maken. Met Scholze heeft hij ook de theorie van de analytische stacks ontwikkeld. Dit is een theorie over analytische (algebraïsche) meetkunde, die zowel het Archimedische als het niet-Archimedische geval omvat (in tegenstelling tot Berkovich-ruimtes).
De wiskundige John T. Tate was zijn grootvader. De wiskundige Emil Artin was zijn overgrootvader.